# Castillo de Foix

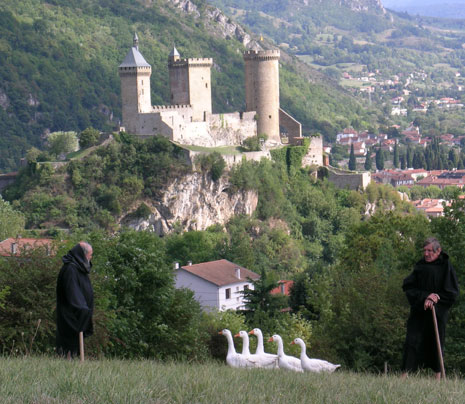
Castillo de Foix

El castillo de Foix está situado en la ciudad francesa de Foix, localidad a la que domina desde una altura de unos 60 metros en la cima de una peña calcárea. Es un importante centro de atracción turística del departamento del Ariège; la fortaleza también es conocida por ser uno de los principales lugares asociados al catarismo y sede del condado de Foix.

## Historia

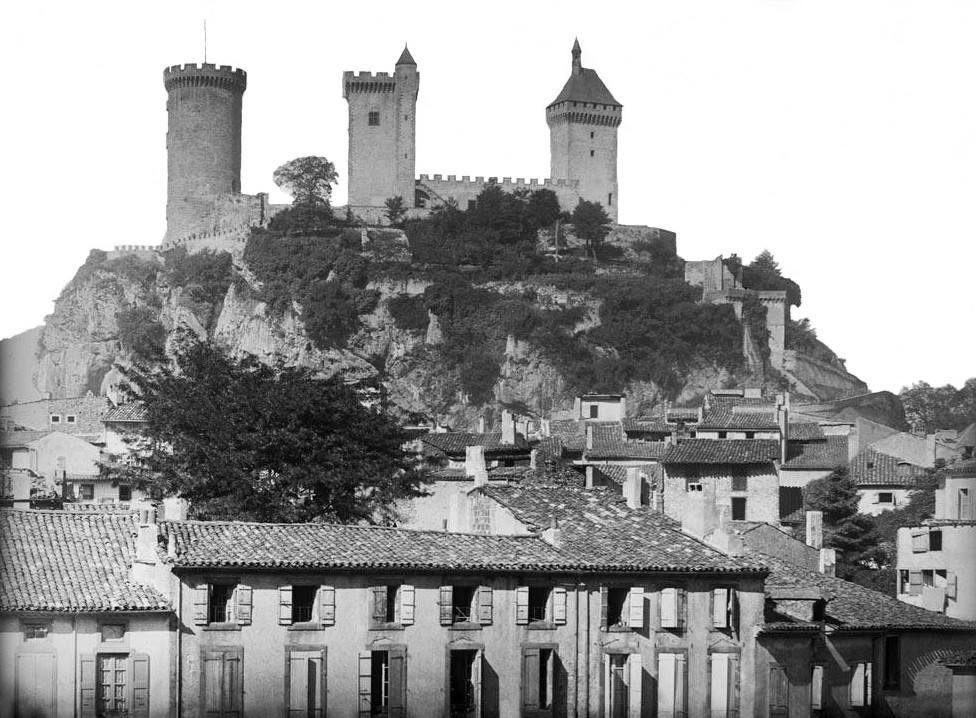
El castillo de Foix, según una fotografía de finales del siglo.

La roca calcárea sobre la que se asienta el castillo está trufada por diversas grutas, que ya fueron habitadas por el hombre en los tiempos prehistóricos, y que han sido objeto de diversas campañas de investigación, tanto de tipo espeleológico como arqueológico.
En época celta prerromana, el lugar siguió ocupado, hecho que atestigua la siguiente cita de Julio César, en el año 58 a. C.: El legado Craso combatió contra los sitiates, que se resguardaban en un oppidum fortificado.
Sobre la misma roca estuvo antaño emplazado un santuario pagano, consagrado al dios Abelio, dios del sol celta, que fue reemplazado por una construcción fortificada (castrum) de los siglos VII y VIII (aunque con el antecedente de una pequeña fortificación romana). En el año 507 se cita la existencia de una fortificación en la ciudad de Foxum (la actual Foix).
En el siglo IX se construye a los pies de lo que actualmente es el castillo una abadía de estilo carolingio, posiblemente fortificada, que en el siglo X fue consagrada a san Volusiano, santo por el que los condes de Foix sintieron gran devoción a lo largo del tiempo. Dicha abadía resultó destruida durante las Guerras de religión de Francia. Igualmente se conoce que Carlomagno, posiblemente dentro de una política de reforzamiento de las defensas pirenaicas ante los musulmanes que habían ocupado la península ibérica, reforzó y modernizó el conjunto defensivo.
Según la documentación conservada, la existencia del castillo como tal se atestigua ya el año 987. El año 1012, figura en el testamento otorgado por Roger II de Cominges, el Viejo, conde de Carcasona, conde de Couserans y conde de Razés, que legó la fortaleza a su hijo menor Bernardo I Roger, el cual heredaba el condado de Couserans y parte del condado de Razés. Se conocen pocos datos sobre este primitivo castillo.

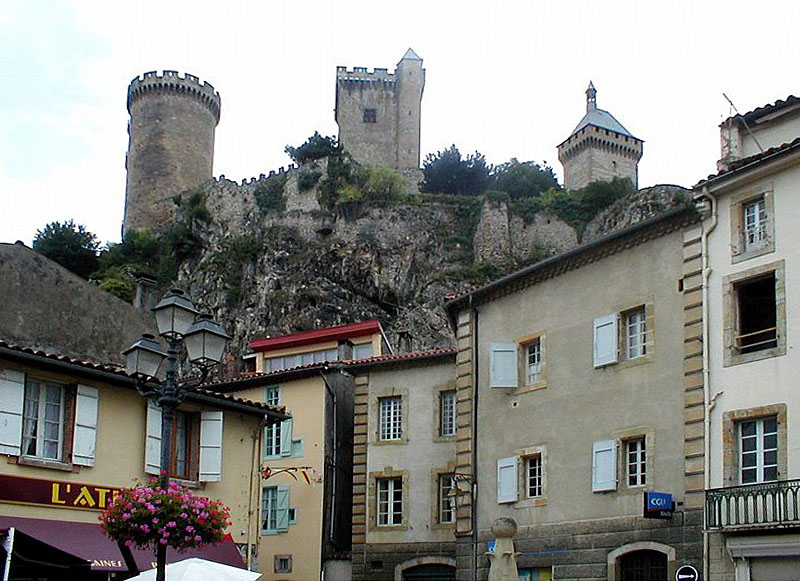
Castillo de Foix

En efecto, la familia señorial propietaria de la zona se había instalado en este lugar que permitía el control de las vías de acceso a la cuenca alta del valle del Ariège, al vigilar desde este punto estratégico el país llano a la vez que se protegía tras una murallas inconquistables. De hecho, el castillo está construido en el punto de confluencia de los ríos Arget y Ariège.
En 1034, el castillo se convierte en sede del condado de Foix, jugando un importante papel en la historia militar medieval. Durante los dos siglos siguientes, el castillo protege no sólo a los condes sino también a las personalidades inspiradoras de la resistencia occitana durante la Cruzada contra los cátaros, y el condado se convierte en refugio privilegiado de los cátaros perseguidos.
En el año 1116, Ramón Berenguer III, el Grande, conde de Barcelona, intervino militarmente en la ciudad y su castillo para poner fin a una revuelta.
El castillo, que sufre varios asedios en su historia, entre ellos los de Simón IV de Montfort (en 1211 y 1212), siempre resistió los asaltos bélicos, y únicamente fue conquistado en una ocasión, en 1486, debido a una traición acontecida con ocasión de combates entre dos ramas de la familia condal de Foix. Proeza de la época, los condes lograron preservar su territorio de la anexión a otros estados e incluso experimentaron un ascenso político. No obstante, hay que indicar que, en junio del año 1272, Roger Bernardo III de Foix, conde de Foix y vizconde de Castellbó se rindió al rey de Francia, después de que este sitiase el castillo, siendo encerrado en una mazmorra hasta que aceptó rendir homenaje al rey de Francia. En 1290, Roger Bernardo III de Foix se convirtió en vizconde de Béarn, al contraer matrimonio con la heredera del vizcondado de Béarn, Margarita (véase la relación de titulares del vizcondado).

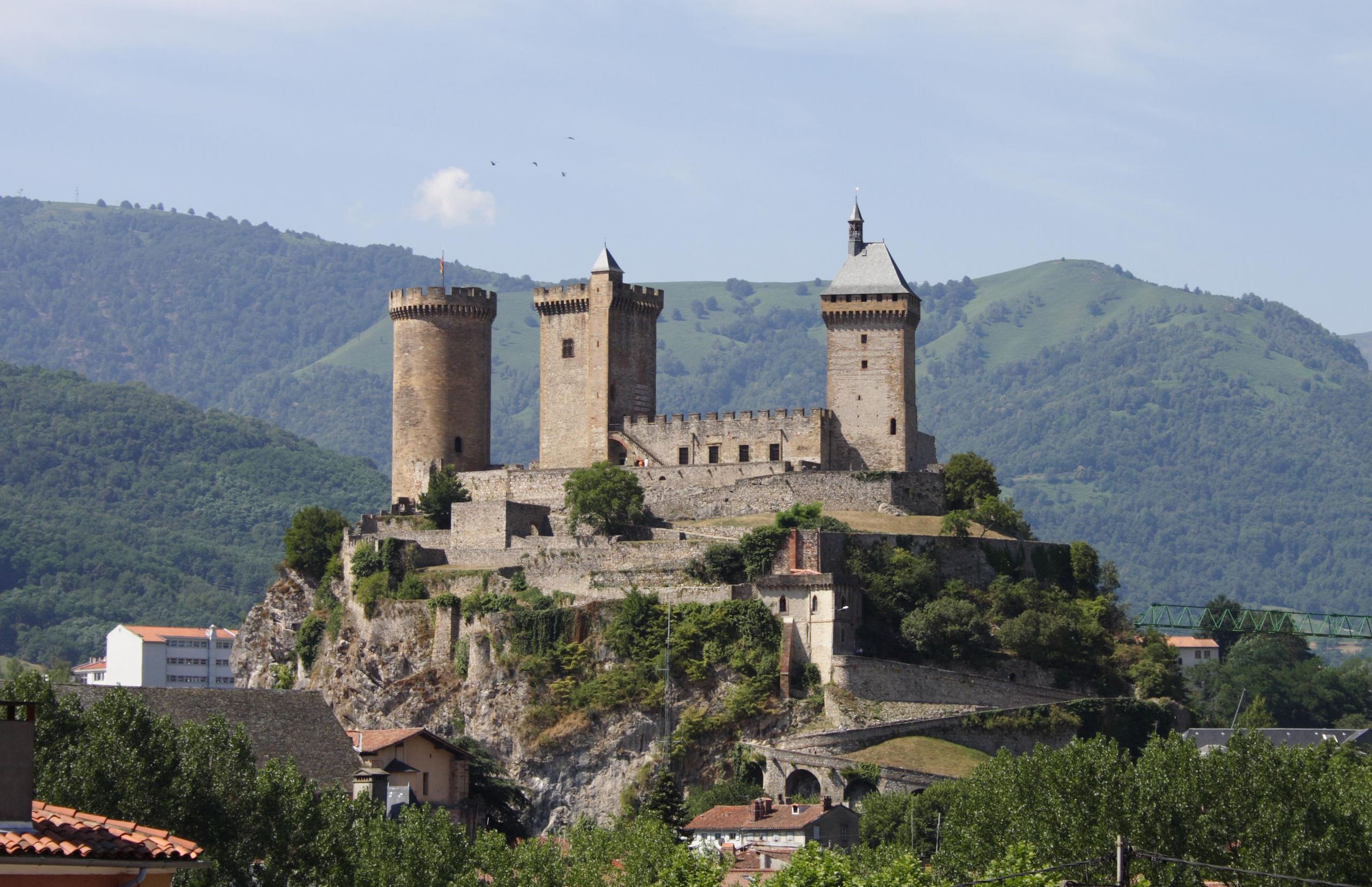
Castillo de Foix

Desde el siglo XIV, los condes de Foix, entre ellos Gastón III Febus (1343-1391) fueron abandonando progresivamente el castillo, debido a su falta de confortabilidad, en provecho del Palacio de los gobernadores (el actual tribunal) de la ciudad de Pau, la capital del vizcondado de Bearn. A partir de 1479, el conde de Foix asumió la corona del reino de Navarra y el último de ellos, Enrique IV, rey de Francia en 1607, anexionó a Francia en 1620 sus territorios de la Baja Navarra, que España no había conseguido controlar tras la Conquista de Navarra.
Sede del gobernador del País de Foix desde el siglo XV, el castillo siguió contribuyendo a la defensa del país, especialmente durante las guerras de religión. Se convirtió en el último de los castillos de la región tras la orden de Richelieu de que todos ellos fuesen arrasados (1632-1638). Hasta la Revolución francesa, la fortaleza mantuvo acantonada una guarnición. Su vida estuvo constelada de recepciones grandiosas cuando tenían lugar las llegadas de los nuevos gobernadores, entre los que se contaba al conde de Tréville, capitán de los mosqueteros de Luis XIII de Francia, y el mariscal de Ségur, ministro de Luis XVI de Francia.

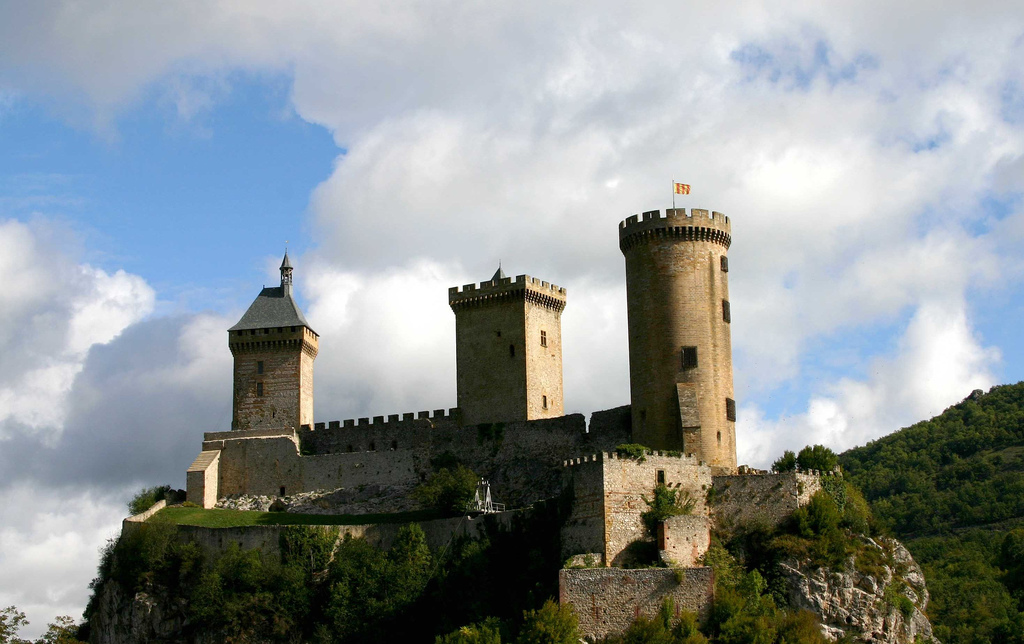
Castillo de Foix

A mediados del siglo XIX, el castillo de Foix fue declarado Monumento histórico por el Gobierno francés. En ese mismo siglo, el castillo fue objeto de una intensa restauración, que pretendía recuperar su estilo medieval. Desde 1930, el castillo acoge las colecciones del Museo Departamental del Ariège. Prehistoria, arqueología galorromana y medieval, etc., atestiguan la historia del Ariège desde los tiempos más remotos. El Museo reorganiza sus colecciones sobre la historia del yacimiento del castillo intentando lograr conocer la vida en Foix en tiempos de los condes. Es igualmente interesante el espectáculo Érase una vez... Foix que cada verano organiza el Museo, durante el cual queda iluminado todo el castillo.

## Arquitectura
Ambas torres cuadradas, la cubierta y la descubierta, son de las partes más antiguas del castillo, remontando su antigüedad a los siglos XIII a XIV (aunque actuando sobre elementos existentes con anterioridad), mientras que la redonda, la más moderna, data del siglo XVI. Las tres torres están rematadas por almenas, y tiene una altura de entre 25 y 30 metros.
La torre cuadrada descubierta se conoce también como Tour d'Arget, puesto que su función es la vigilancia del valle del río Arget. Sirvió como prisión para presos políticos y civiles durante cuatro siglos, hasta 1862.
La torre central del castillo contiene tres salas provistas de bóvedas de crucería.
Los lienzos de unión entre las torres (es decir, la segunda muralla), igualmente almenados, y las barbacanas fueron construidos en el siglo XIII.

## Uso en localizaciones
- Una sala abovedada del castillo fue utilizada el verano de 2022 para grabar un reprise de Les Choristes por el cantante y músico Titouan Hervo[8] que se hizo viral.